# Грейді (Нью-Мексико)
Грейді (англ. Grady) — селище (англ. village) в США, в окрузі Каррі штату Нью-Мексико. Населення — 86 осіб (2020).

## Географія
Грейді розташоване за координатами 34°49′16″ пн. ш. 103°18′54″ зх. д. / 34.82111° пн. ш. 103.31500° зх. д. (34.820992, -103.314992).  За даними Бюро перепису населення США в 2010 році селище мало площу 0,64 км², з яких 0,64 км² — суходіл та 0,00 км² — водойми. В 2017 році площа становила 0,69 км², з яких 0,69 км² — суходіл та 0,00 км² — водойми.

## Демографія
Згідно з переписом 2010 року, у селищі мешкало 107 осіб у 48 домогосподарствах у складі 34 родин. Густота населення становила 166 осіб/км².  Було 57 помешкань (89/км²).
Расовий склад населення:
| - 81,3 % — білих - 15,0 % — осіб інших рас |

До двох чи більше рас належало 3,7 %. Частка іспаномовних становила 18,7 % від усіх жителів.
За віковим діапазоном населення розподілялося таким чином: 24,3 % — особи молодші 18 років, 44,9 % — особи у віці 18—64 років, 30,8 % — особи у віці 65 років та старші. Медіана віку мешканця становила 46,8 року. На 100 осіб жіночої статі у селищі припадало 84,5 чоловіків;  на 100 жінок у віці від 18 років та старших — 84,1 чоловіків також старших 18 років.
Середній дохід на одне домашнє господарство  становив 40 405 доларів США (медіана — 30 938), а середній дохід на одну сім'ю — 43 877 доларів (медіана — 31 875). За межею бідності перебувало 20,2 % осіб, у тому числі 39,1 % дітей у віці до 18 років та 15,8 % осіб у віці 65 років та старших.
Цивільне працевлаштоване населення становило 41 осіб. Основні галузі зайнятості: освіта, охорона здоров'я та соціальна допомога — 24,4 %, сільське господарство, лісництво, риболовля — 24,4 %, оптова торгівля — 19,5 %.